# Composia sybaris
Composia sybaris är en fjärilsart som beskrevs av Pieter Cramer 1775. Composia sybaris ingår i släktet Composia och familjen björnspinnare. Inga underarter finns listade i Catalogue of Life.